# Пиосаско
Пиоса̀ско (на италиански: Piossasco; на пиемонтски: Piossasch, Пиосаск) е град и община в Метрополен град Торино, регион Пиемонт, Северна Италия. Разположен е на 304 m надморска височина. Населението на общината е 18 405 души, от които 870 са чужди граждани.